# José Cajiga
José Cajiga (* 24. September 1926 in Montevideo) ist ein ehemaliger uruguayischer Fußballspieler.

## Karriere

### Verein
Mittelfeldakteur Cajiga spielte auf Vereinsebene mindestens in den Jahren 1946 und 1947 für die Rampla Juniors in der Primera División. 1948 stand er in Reihen Nacional Montevideos.

### Nationalmannschaft
Cajiga war Mitglied der A-Nationalmannschaft Uruguays, für die er vom 18. Juli 1945 bis zu seinem letzten Einsatz am 9. April 1950 17 Länderspiele absolvierte. Ein Länderspieltor erzielte er nicht. Er gehörte dem Aufgebot Uruguays bei den Südamerikameisterschaften 1946 und 1947 an. Zudem nahm er mit Uruguay an der Copa Lipton 1945, der Copa Newton 1945 sowie der Copa Río Branco 1947 und 1948 teil.